# Justicia disparifolia
Justicia disparifolia är en akantusväxtart som beskrevs av Ignatz Urban och Ekman. Justicia disparifolia ingår i släktet Justicia och familjen akantusväxter. Inga underarter finns listade i Catalogue of Life.